# FREMM
FREMM ist eine Baureihe von Fregatten, die Frankreich und Italien seit 2007 in einem Gemeinschaftsprojekt für ihre jeweiligen Seestreitkräfte und für den Export bauen. Die Bezeichnung FREMM steht für das französische Frégate Multi-Mission bzw. das italienische Fregata Multi-Missione.

## Versionen
Bei den FREMM-Fregatten handelt es sich um eine Entwicklung auf der Grundlage der französisch-italienischen Führungs- und Luftverteidigungsschiffe des Horizon-Projekts. Die FREMM-Fregatten wurden zunächst in zwei Versionen gebaut: „ASW“ (Anti Submarine Warfare, in Frankreich: „ASM“) und „GP/LA“ (General Purpose/Land Attack, in Frankreich: „AVT“ – Action Vers la Terre). Das französische Armaris-Konsortium (bestehend aus der Thales Group und DCN) begann 2007 mit dem Bau von insgesamt elf FREMM-Fregatten für die Französische Marine. Ursprünglich waren 17 Schiffe geplant, davon acht ASM und neun AVT. Sie sollten ursprünglich sowohl die Fregatten der Klassen Tourville und Georges Leygues als auch die Korvetten der Klasse D’Estienne d’Orves ersetzen. Gebaut wurden für Frankreich schließlich nur acht Fregatten, davon sechs in der Version ASM.
In Italien wurden bei Orizzonte Sistemi Navali, ein Konsortium bestehend aus Fincantieri und Leonardo-Finmeccanica (Leonardo ab 2017), in mehreren Schritten insgesamt zwölf FREMM-Fregatten in Auftrag gegeben. Dabei handelte es sich zunächst um vier ASW und sechs GP/LA; durch Verkäufe und Nachbestellungen änderte sich die Zusammensetzung jedoch in acht ASW (davon vier in überarbeiteter und verbesserter Variante "enhanced") und vier GP/LA. In dieser Form ersetzen die neuen Schiffe in der italienischen Marine acht Fregatten der Maestrale-Klasse und vier Fregatten der Artigliere-Klasse. In den 2020er Jahren wurden zwei weitere Einheiten in der Ausführung FREMM EVO bestellt.
Da von der Horizon-Klasse aus finanziellen Gründen keine weiteren Schiffe bestellt worden sind, baute Frankreich zwei FREMM-Fregatten in einer Flugabwehrvariante, die als FREDA (Frégates de défense aériennes) bezeichnet wird. Wird bei den beiden ursprünglichen Versionen ein Vertical Launching System (VLS) vom Typ Sylver A50 (statt A43) eingebaut, können auch Raketen vom Typ Aster 30 verschossen werden. Dank dieser Raketen längerer Reichweite und einer neuen, aktiven Version des Multifunktionsradars werden die Fregatten in den Standard-Versionen auch zu Luftabwehrschiffen. Mit dem VLS-System Sylver A70 können die GP/LA-Schiffe Marschflugkörper vom Typ MdCN einsetzen.

## Einheiten
Frankreich – Aquitaine-Klasse
Die acht Schiffe wurden am 16. November 2005 bestellt. Die französische Regierung hatte in ihrem Verteidigungs-Weißbuch 2008 mitgeteilt, sich auf elf statt der vorher geplanten 17 Einheiten zu beschränken. Neun Schiffe sollten zunächst in der ASW/ASM-Version gebaut werden, die letzten beiden Einheiten in der Luftabwehrvariante FREDA als Ersatz für die beiden Zerstörer der Cassard-Klasse. Die Bestellung für die letzten drei Fregatten erfolgte am 8. Oktober 2009 anlässlich der Kiellegung des zweiten Schiffs, diese drei letzten Schiffe wurden jedoch noch vor ihrem Baubeginn wieder abbestellt.
Das Typschiff Aquitaine wurde 2012 an die Marine nationale ausgeliefert und vor ihrer Indienststellung noch getestet. Mitte 2013 wurde von der Regierung angekündigt aus Budgetgründen die Produktionsrate auf ein Schiff alle 14 Monate zu strecken und die Schiffe 7 und 8 wurden nicht wie ursprünglich geplant als ASW-Fregatten, sondern in der FREDA-Version gebaut.
Die letzten beiden ASW-Einheiten, Schiffe 5 und 6, haben anstelle der beiden A43-Starter solche des Typs A50, aus denen neben der Aster 15 auch die Aster 30 Raketen verschossen werden können. Der Grund hierfür ist die verbesserte Luftabwehrfähigkeit, um eine Fähigkeitslücke bei der Marine Nationale zwischen Außerdienststellung der Cassard-Klasse und Indienststellung der beiden FREDA-Einheiten zu vermeiden.
Die Einheiten sind nach französischen Regionen benannt.
| Kennung | Name          | Kiellegung        | Bauwerft      | Stapellauf         | Indienststellung                     | Variante | Heimathafen |
| ------- | ------------- | ----------------- | ------------- | ------------------ | ------------------------------------ | -------- | ----------- |
| D650    | Aquitaine     | 15. Dezember 2007 | DCNS, Lorient | 29. April 2010     | 2. Dezember 2015                     | ASM      | Brest       |
| D651    | Normandie (1) | 8. Oktober 2009   | DCNS, Lorient | 18. Oktober 2012   | an Ägypten als Tahya Misr (FFG-1001) | ASM      |             |
| D652    | Provence      | 15. Dezember 2010 | DCNS          | 18. September 2013 | 9. Juni 2016                         | ASM      | Brest       |
| D653    | Languedoc     | 30. November 2011 | DCNS          | 12. Juli 2014      | 4. Juli 2017                         | ASM      | Toulon      |
| D654    | Auvergne      | August 2012       | DCNS          | 2. September 2015  | 14. Februar 2018                     | ASM      | Toulon      |
| D655    | Bretagne      | Oktober 2013      | DCNS          | 16. September 2016 | 18. Juli 2018                        | ASM      | Brest       |
| D651    | Normandie (2) | 2014              | DCNS          | 1. Februar 2018    | 3. Juni 2020                         | ASM      | Brest       |
| D656    | Alsace        | Juni 2016         | DCNS          | 18. April 2019     | 16. April 2021                       | FREDA    | Toulon      |
| D657    | Lorraine      | 17. Mai 2019      | DCNS          | 13. November 2020  | 13. November 2023                    | FREDA    | Toulon      |

  Italien – Bergamini-Klasse
Von den zehn zunächst geplanten Fregatten wurden die ersten beiden im Jahr 2005 bestellt, 2008 folgten dann vier weitere, 2013 nochmals zwei, die letzten beiden dann 2015. Die italienischen Schiffe sind für den Einsatz der Aster-30-Raketen ausgelegt.
2020 wurden die beiden letzten der zehn von der italienischen Marine bestellten FREMM an die Marine Ägyptens verkauft. Für diese beiden verkauften GP-FREMM erhielt die italienische Marine auf Grund ihrer unverändert gültigen Bestellung bis 2025 zwei neue FREMM, jedoch nicht in der ursprünglichen GP-Version, sondern in einer hybriden Variante, mit der vollständigen ASW-Ausstattung und Teilen der GP-Version, darunter das 127-mm-Geschütz. Zwei zusätzliche ASW-Fregatten in einer als EVO (Evolution) bezeichneten Version wurden im Juli 2024 bestellt, womit der Gesamtbestand der italienischen FREMM auf zwölf steigen wird, sofern nicht ältere Schiffe verkauft werden. Der Bau der ersten FREMM EVO begann 2025.
Einen großen Teil der Kosten des FREMM-Programms übernimmt das italienische Wirtschaftsministerium, das damit die Schiffbauindustrie in Ligurien unterstützen will. Die italienischen FREMM werden auf der Fincantieri-Werft in Riva Trigoso gebaut, die Bugsektionen im benachbarten Muggiano vorgefertigt. Jeweils vier Fregatten unterstehen momentan der 1ª Divisione navale in La Spezia und der 2ª Divisione navale in Tarent.
| Kennung | Name                  | Kiellegung       | Stapellauf        | Indienststellung           | Variante | Heimathafen |
| ------- | --------------------- | ---------------- | ----------------- | -------------------------- | -------- | ----------- |
| F590    | Carlo Bergamini       | 4. Februar 2008  | 16. Juli 2011     | 29. Mai 2013               | GP/LA    | Tarent      |
| F591    | Virginio Fasan        | 17. Mai 2009     | 31. März 2012     | 19. Dezember 2013          | ASW      | La Spezia   |
| F592    | Carlo Margottini      | 21. April 2010   | 29. Juni 2013     | 27. Februar 2014           | ASW      | La Spezia   |
| F593    | Carabiniere           | 6. April 2011    | 29. März 2014     | 28. April 2015             | ASW      | Tarent      |
| F594    | Alpino                | 23. Februar 2012 | 13. Dezember 2014 | 30. September 2016         | ASW      | Tarent      |
| F595    | Luigi Rizzo           | 5. März 2013     | 19. Dezember 2015 | 20. April 2017             | GP/LA    | La Spezia   |
| F596    | Federico Martinengo   | 5. Juni 2014     | 4. März 2017      | 24. April 2018             | GP/LA    | Tarent      |
| F597    | Antonio Marceglia     | 25. Februar 2015 | 3. Februar 2018   | 16. April 2019             | GP/LA    | La Spezia   |
| F598    | Spartaco Schergat (1) | Februar 2017     | 26. Januar 2019   | (an Ägypten als Al-Galala) | GP/LA    | -           |
| F589    | Emilio Bianchi (1)    | Januar 2018      | 25. Januar 2020   | (an Ägypten als Bernees)   | GP/LA    | -           |
| F598    | Spartaco Schergat (2) | 25. Februar 2021 | 24. November 2023 | 15. April 2025             | ASW/GP   |             |
| F589    | Emilio Bianchi (2)    | 12. Oktober 2021 | 25. Mai 2024      | 30. Juli 2025              | ASW/GP   |             |
| F       | [ 22 ]                | 8. Juli 2025     |                   | (2029 geplant)             | ASW/EVO  |             |
| F       |                       |                  |                   | (2030 geplant)             | ASW/EVO  |             |

Die Klasse wurde nach dem italienischen Admiral Carlo Bergamini benannt. Hinsichtlich des Namens stehen die ersten sechs Schiffe in der Nachfolge der Klassen Bergamini und Alpino. Bei der Fregatte Carabiniere wurde Wert auf einen Stapellauf im Jahr 2014 gelegt, weil die Carabinieri in diesem Jahr ihr 200-jähriges Bestehen feierten.
 Marokko
Die marokkanische Marine bestellte 2007 eine ASW-Fregatte. Bei der Mohammed VI (Kennung D601) handelt sich um das zweite ursprünglich für die französische Marine vorgesehene Schiff. Das Schiff wurde am 30. Januar 2014 in Brest in Dienst gestellt.
| Kennung | Name        | Bauwerft      | Kiellegung | Stapellauf         | Indienststellung | Variante | Heimathafen    |
| ------- | ----------- | ------------- | ---------- | ------------------ | ---------------- | -------- | -------------- |
| 701     | Mohammed VI | DCNS, Lorient | 2008       | 14. September 2011 | 30. Januar 2014  | ASM      | Ksar es-Seghir |

 Ägypten
Am 16. Februar 2015 unterschrieb Ägypten einen Vertrag für den Kauf von 24 Dassault-Rafale-Mehrzweckkampfflugzeugen mit MICA-Luft-Luft-Lenkwaffen sowie Storm-Shadow-Marschflugkörpern und den Kauf einer FREMM-Fregatte. Da die Fregatte für die Eröffnung der Erweiterung des Sueskanales am 5. August 2015 benötigt wird, wurde die französische Normandie am 24. Juni 2015 übergeben. Auch von den Flugzeugen sollen für die Eröffnungszeremonie vorab drei französische Rafales geliefert werden.
2020 vereinbarten Ägypten und Italien, zwei für die italienische Marine gebaute, aber von ihr noch nicht in Dienst gestellte FREMM an die Marine Ägyptens zu veräußern. Darüber hinaus bestehen Optionen für zwei weitere Schiffe.
| Kennung | Name       | Bauwerft      | Kiellegung      | Stapellauf       | Indienststellung  | Variante | Heimathafen |
| ------- | ---------- | ------------- | --------------- | ---------------- | ----------------- | -------- | ----------- |
| 1001    | Tahya Mirs | DCNS, Lorient | 8. Oktober 2009 | 12. Oktober 2012 | 24. Juni 2015     | ASM      |             |
| 1002    | Al-Galala  | Fincantieri   | Februar 2017    | 26. Januar 2019  | 30. Dezember 2020 | GP/LA    |             |
| 1003    | Bernees    | Fincantieri   | Januar 2018     | 25. Januar 2020  | 13. April 2021    | GP/LA    |             |

 Vereinigte Staaten – Constellation-Klasse
Eine auf Basis der italienischen ASW-FREMM nach US-Forderungen entworfene Version wurde am 30. April 2020 von der United States Navy für ihr FFG(X)-Programm ausgewählt. Die FREMM-Version für die US Navy wird mit einer Verdrängung von 7.500 Tonnen etwas größer ausfallen und auch einen stärkeren Antrieb erhalten. Die Sensoren umfassen unter anderem ein Baseline 10 Aegis-Kampfsystem und ein AN/SPY-6(V)3-Multifunktionsradar, die Effektoren ein RAM-Nahbereichsverteidigungssystem, 16 Naval Strike Missiles, ein Mk 41 Vertical Launching System mit 32 Zellen und ein 57 mm-Mk 110-Schiffsgeschütz. Eine Fregatte dieser Art wurde zunächst fest bestellt, auf neun weitere bestehen Optionen, 20 Schiffe sind insgesamt geplant. Sie werden von der Fincantieri-Tochter Marinette Marine in Wisconsin gebaut, etliche Bauelemente aus Italien zugeliefert. Die Auslieferung des ersten Schiffes soll 2026 erfolgen.
Das Typschiff der Klasse ist das fünfte Kriegsschiff in der Geschichte der US-Marine, das den Namen USS Constellation trägt.
 Indonesien

Im Juni 2021 bestellte Indonesien bei Fincantieri sechs FREMM, von denen voraussichtlich drei in Italien und drei weitere bei einer indonesischen Werft gebaut werden.

## Bilder

Konzeptzeichnungen
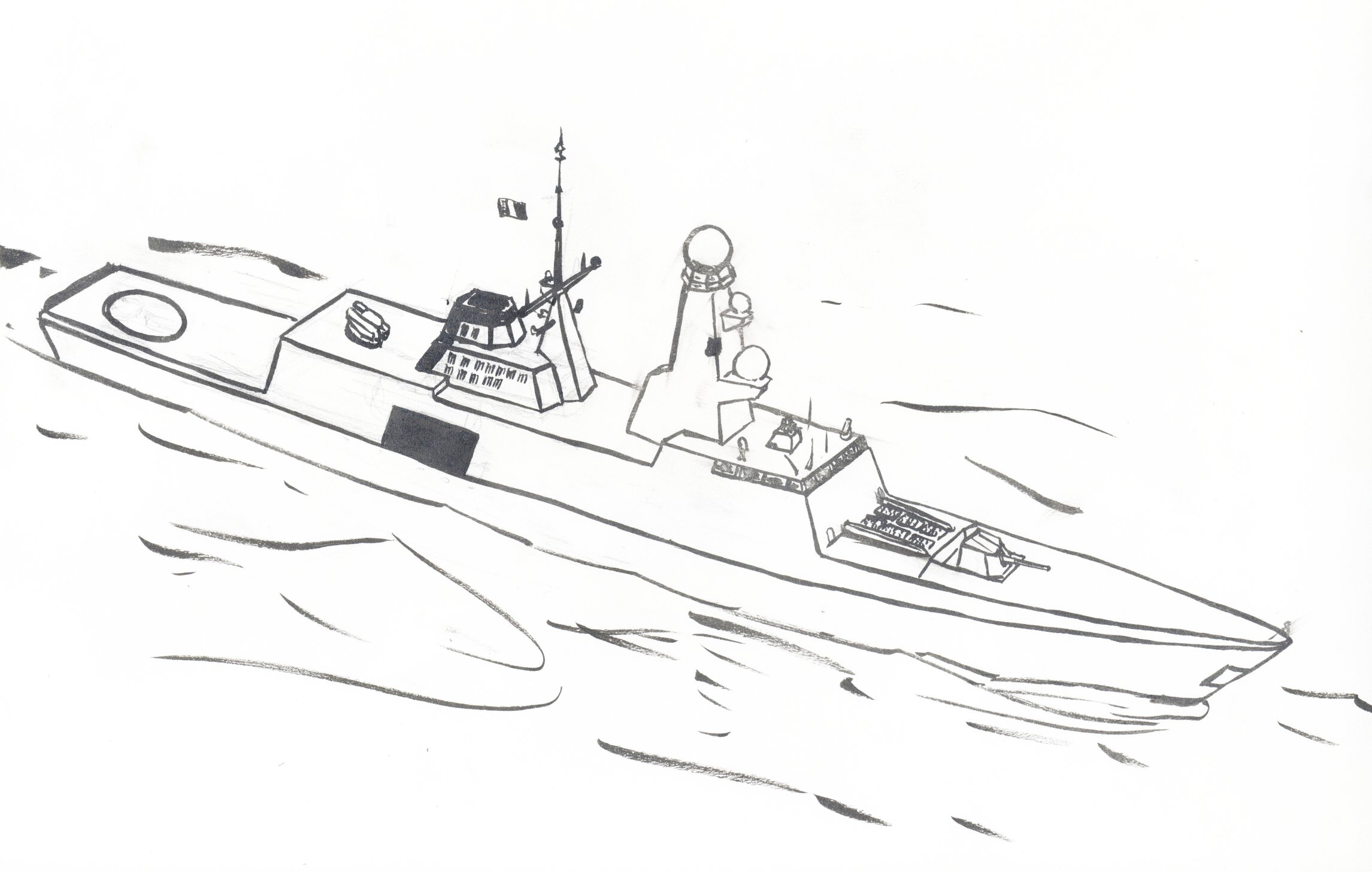